# Tommaso di York
Tommaso di York, conosciuto anche come Tommaso I di York o come Tommaso di Bayeux (XI secolo – York, 18 novembre 1100), fu arcivescovo di York dal 1070 al 1100.

## Biografia
Educato a Liegi fu cappellano reale per Guglielmo I d'Inghilterra che, dopo essere asceso al trono volle che lui sostituisse Ealdred, arcivescovo di York quale arcivescovo di York. Dopo la sua elezione Lanfranco di Canterbury volle che Thomas giurasse obbedienza alla persona sua e dei futuri arcivescovi di Canterbury, questione nata dal fatto che Lanfranco riteneva che Canterbury avesse un primato su York in quanto sede arcivescovile più antica e quindi a capo della chiesa inglese. Alla morte di Guglielmo Tommaso ne servì il figlio Guglielmo II d'Inghilterra e lo aiutò a sedare la rivolta capeggiata dallo zio Oddone di Bayeux, allo stesso modo partecipò al processo del vescovo Guglielmo di Saint-Calais, coinvolto nella rivolta. Guglielmo II morì nel 1100 e Thomas arrivò troppo tardi per incoronare il suo successore Enrico I d'Inghilterra morendo egli stesso poco dopo.

### I primi passi
Thomas di York, cui a volte ci si riferisce come Thomas I per differenziarlo dal nipote a sua volta arcivescovo Thomas II di York (morto 24 febbraio 1114), nacque in data imprecisata da un prete, a nome Osbert e da una donna a nome Muriel, ma di loro non si sa molto di più. Un suo fratello Samson (morto il 5 maggio 1112) fu vescovo di Worchester dal 1086 alla morte. Di ascendenza normanna lui e il fratello vennero posti sotto l'ala di Oddone di Bayeux che li portò a Liegi perché ricevessero un'istruzione. Può darsi che Thomas abbia studiato con Lanfranco di Canterbury quando questi insegnava presso l'abbazia di Notre-Dame du Bec, mentre altri studiosi vogliono che abbia studiato anche in Germania e Spagna. Tornato in Normandia andò al servizio di Oddone e divenne Canonico presso la Cattedrale di Bayeux e parte del seguito clericale di Guglielmo di Normandia prima che questi partisse per la conquista dell'Inghilterra.

### Il regno di Guglielmo I
Dopo la vittoria alla Battaglia di Hastings Guglielmo prese il trono come Guglielmo I d'Inghilterra e nel 1070 chiamò Thomas perché sostituisse Ealdred, Arcivescovo di York quale, appunto, arcivescovo di York. Venne nominato il 23 maggio e probabilmente consacrato il 25 dicembre. La sua elevazione era stata una scelta strana per Guglielmo giacché egli era uso a promuovere nobili o monaci normanni mentre era ancora Duca di Normandia, tale scelta però era più aderente agli usi inglesi che, prima della Conquista, erano soliti elevare nelle gerarchie uomini che erano stati nel seguito clericale regio, così com'era stato Thomas per Guglielmo. Poco dopo la sua elezione sorse una disputa con la sede arcivescovile di Canterbury che reclamava il primato quale sede di maggior importanza. L'arcivescovo Lanfranco di Canterbury chiese a Thomas di scrivere un giuramento nel quale prometteva solennemente obbedienza a lui e ad ogni futuro arcivescovo, Tommaso rifiutò e Lanfranco rifiutò di consacrarlo e d'altro canto Tommaso ribatté nuovamente che la richiesta di Lanfranco era inusuale giacché non era mai stata chiesto ai suoi predecessori un tale giuramento. Guglielmo, che voleva rendere chiare le linee d'autorità clericali perché fossero in accordo con quelle secolari appoggiò Lanfranco e alla fine Tommaso cedette giurando però in forma orale e senza mettere nulla per iscritto e nemmeno promettendo obbedienza ai futuri arcivescovi. Benché per ora vi fosse stato un accordo questi non furono che i primi suoni della lunga disputa che vide coinvolte le due sedi arcivescovili rispetto alla giurisdizione che la prima voleva avere sulla seconda.
L'anno dopo i due arcivescovi si recarono a Roma per ricevere il pallio e Tommaso giocò d'anticipo chiedendo a Papa Alessandro II di dichiarare che entrambe le sedi erano di pari importanza e anche di riconoscere che le sedi vescovili di Worcester, Dorchester on Thames e di Lichfield (tutte a sud dell'Humber) fossero di pertinenza di York e non di Canterbury. Il cronista del XII secolo Eadmero di Canterbury scrisse che più tardi Tommaso avesse riconsegnato tutti i propri simboli ecclesiastici, che gli vennero però prontamente rimessi in mano da Lanfranco, la partigianeria della fonte rende però dubbio tale episodio.
Alessandro rimandò la questione a un concilio di prelati inglesi che si riunì a Windsor per la Pentecoste del 1072, tale concilio ratificò il primato di Canterbury aggiungendo che York non aveva giurisdizione sulle sedi vescovili a sud dell'Humber. Quest'ultimo provvedimento aveva probabilmente il supporto di Guglielmo che non voleva che il nord fosse separato dal resto del paese. Togliendo a Tommaso le diocesi suffraganee ne limitava il potere e le tendenze separatiste. Il cronista Ugo il Cantore (morto 1140circa) affermò che privando Tommaso di tanto potere Guglielmo intendesse impedire che egli mirasse a incoronare sé stesso re d'Inghilterra. A Tommaso venne riconosciuta però giurisdizione sulle diocesi di Scozia e l'obbedienza a Lanfranco a lui richiesta non era legata al riconoscimento del primato di Canterbury e nemmeno si estendeva ai successori di Lanfranco.
Tutte queste decisioni vennero ratificate nell'Accordo di Winchester testimoniato dal re, dal legato e papale e da diversi vescovi e abati. Tommaso in quel mese di maggio scrisse una professione di obbedienza e Lanfranco poco dopo scrisse al papa tentando di ottenere uno scritto a favore della sua supremazia, ma Alessandro II gli rispose che per avere tale privilegio egli avrebbe dovuto sottoporre la questione a una corte papale. Alessandro morì nel 1073 e il suo successore Papa Gregorio VII, contrario all'idea dei "primati" fece finire in niente la cosa. In quello stesso anno Tommaso insieme a Vulstano di Worcester e Pietro di Lichfield (morto 1085) consacrarono tale Radulf Vescovo delle Orcadi nel tentativo di aumentare l'influenza di York sulla Scozia. Vulstano spesso operò le funzioni episcopali al posto di Tommaso nel decennio del 1070 specie in quelle zone dove permaneva del contrasto per l'avvenuta conquista normanna.
Durante il suo arcivescovado Tommaso riorganizzò il capitolo della cattedrale istituendo un gruppo di canonici secolari dotati di prebende individuali che dovevano, con gli introiti, provvedere al clero. Il capitolo della cattedrale con i suoi predecessori era sempre vissuto in comunità, ma Tommaso permise loro di abitare presso le proprie case. Egli istituì anche un certo numero di ufficiali entro il capitolo inclusi un decano, un tesoriere e un Precentore, aumentò il numero dei ministri presenti nel capitolo e riorganizzò le proprietà dell'arcivescovado dandone un certo numero al capitolo stesso. Tommaso introdusse la figura, tipicamente continentale, dell'Arcidiacono dividendo la diocesi in unità territoriali con un arcidiacono per ognuna di esse. Compito dell'arcidiacono era aiutare il vescovo o l'arcivescovo nei loro compiti, raccogliere le rendite e presiedere alle corti di giustizia.

## La cattedrale
Poco prima della sua elezione la Cattedrale di York venne danneggiata da un incendio che divampò per York il 19 settembre 1069 in cui andarono distrutti anche il Refettorio e il dormitorio dei canonici. Poco dopo la sua elezione Tommaso ricostruì entrambe le strutture e pose un tetto sulla cattedrale anche se erano misure provvisorie giacché ordinò nel 1075 la costruzione di una nuova cattedrale in un nuovo posto. Il nuovo edificio, più largo del vecchio, non è giunto fino a noi, scavi effettuati fra il 1966 e il 1973 mostrano i resti di una pianta che era del tutto diversa da quelle in uso nelle cattedrali dell'epoca, era lunga, non aveva navate laterali ed aveva una cripta rettangolare che all'epoca era ormai fuori moda. Vedendo come sono state gettate le fondamenta pare che l'intero edificio fosse stato progettato e costruito in una sola fase di progettazione con poche modifiche all'intero progetto. Pare che Tommaso avesse in mente una cattedrale del tutto diversa da quella di Canterbury, forse per via del loro conflitto. Il cronista Guglielmo di Malmesbury sostiene che la nuova chiesa venne terminata e tale affermazione è corroborata dal fatto che Tommaso venne sepolto nella Cattedrale, alcuni elementi della chiesa che lui costruì sono ancora visibili nella cripta dell'attuale cattedrale.

## Il regno di Guglielmo II
Guglielmo I morì nel 1087 e Tommaso fu fedele al suo figlio e successore Guglielmo II d'Inghilterra che aveva ereditato la corona, mentre a suo fratello Roberto II di Normandia era andata quella di Normandia. Tommaso si schierò contro il suo vecchio mentore Oddone di Bayeux che capeggiò una rivolta contro Guglielmo e Tommaso accompagnò il giovane re nella sua campagna per sedarla. Nel 1088 egli presiedette al processo contro il vescovo ribelle William de Saint-Calais e che si era schierato con Oddone.
Nel 1092 e nel 1093 riaffiorò la disputa con Canterbury quando Tommaso sentì che erano stati violati i propri diritti. Il primo episodio riguardò la consacrazione della Cattedrale di Lincoln voluta da Remigius de Fécamp e il secondo riguardò la consacrazione di Anselmo d'Aosta. Tommaso si rifiutò di consacrarlo se l'altro avesse avuto il titolo di primate d'Inghilterra, alla fine si risolse l'impasse conferendogli il titolo di Metropolita. Le fonti coeve differiscono, Ugo il cantore asserisce che venne effettivamente usato il titolo di metropolita mentre Eadmero di Canterbury, biografo di Anselmo e suo grande amico, asserisce che fu usato invece quello di primate.
Nel 1093 Herbert de Losinga (morto 22 luglio 1119) venne dichiarato legato papale per conto di Papa Urbano II perché investigasse circa la questione dell'obbedienza che Tommaso aveva dovuto a Lanfranco, ma pare che Herbert non abbia fatto molto in tal senso. Sempre in quell'anno Guglielmo diede a Tommaso il potere di designare l'abate dell'Abbazia di Selby per compensare la perdita delle pretese che egli aveva avanzato sulla diocesi di Lincoln. Mentre nel 1097 Anselmo era in esilio per aver questionato con il re Tommaso consacrò Losinga vescovo di Norwich, Ralph de Luffa Vescovo di Chichester e Hervey le Breton Vescovo di Bangor, una mossa insolita perché tutte e tre le diocesi appartenevano all'arcivescovado di Canterbury.
Quando nel 1100 Guglielmo morì improvvisamente e gli succedette il fratello minore Enrico I d'Inghilterra Tommaso arrivò a incoronazione avvenuta, Enrico era stato infatti incoronato dal Vescovo di Londra in assenza di entrambi gli arcivescovi poiché Anselmo era ancora in esilio. Tommaso ne fu più piuttosto risentito e si quietò solo quando gli venne spiegato che Enrico temeva disordini nel paese qualora ci fosse stato un ritardo nelle cerimonie. Tommaso morì il 18 novembre 1100.

## Genealogia episcopale e successione apostolica
La genealogia episcopale è:
- Arcivescovo Robert di Jumièges
- Vescovo Guglielmo il Normanno
- Arcivescovo Lanfranco di Canterbury
- Arcivescovo Tommaso di York

La successione apostolica è:
- Vescovo William Walcher (1071)
- Vescovo Ralph (Rudolph) delle Orcadi (1073)
- Vescovo Guglielmo di Saint-Calais (1081)
- Vescovo Herbert Losinga (1091)
- Vescovo Ralph de Luffa (1091)
- Vescovo Hervey di Ely (1092)
- Arcivescovo Anselmo d'Aosta, O.S.B. (1093)
- Vescovo Rainulfo Flambard (1099)